# Je maintiendrai

Armoiries du royaume des Pays-Bas.

Je maintiendrai (en français) est la devise nationale du Royaume uni des Pays-Bas depuis 1815, puis des Pays-Bas après l'indépendance de la Belgique du 4 octobre 1830. 

## Histoire
Je maintiendrai Châlon était la devise de Philibert de Chalon-Arlay, qui cède son titre de Prince d'Orange à son neveu René de Nassau à condition, entre autres, qu'il reprenne celle-ci. Elle devient ensuite Je maintiendrai Nassau, puis simplement Je maintiendrai, alors que Guillaume Ier d'Orange-Nassau, stadhouder (gouverneur) de Hollande et de Zélande, succède à son cousin René de Nassau. 
Dans une lettre de janvier 1565, Guillaume Ier d'Orange-Nassau donne les explications suivantes à sa devise « Je maintiendrai » :

« Je maintiendrai la vertu et noblesse.

Je maintiendrai de mon nom la haultesse.

Je maintiendrai l'honneur, la foi, la loi

De Dieu, du Roi, de mes amis et moi. »

En 1565, Guillaume d'Orange était encore catholique et fonctionnaire du roi Philippe II d'Espagne, mais le premier hémistiche du dernier vers de ce quatrain allait bientôt prendre un sens ironique lorsque les exactions menées aux Pays-Bas espagnols par le duc d'Albe amènent Guillaume à prendre la tête du parti protestant contre les Espagnols dans la guerre de Quatre-Vingts Ans et conduit les Provinces-Unies à l'indépendance. Il est, de ce fait, surnommé Le père de la Patrie, par le peuple néerlandais. 

## Autres utilisations

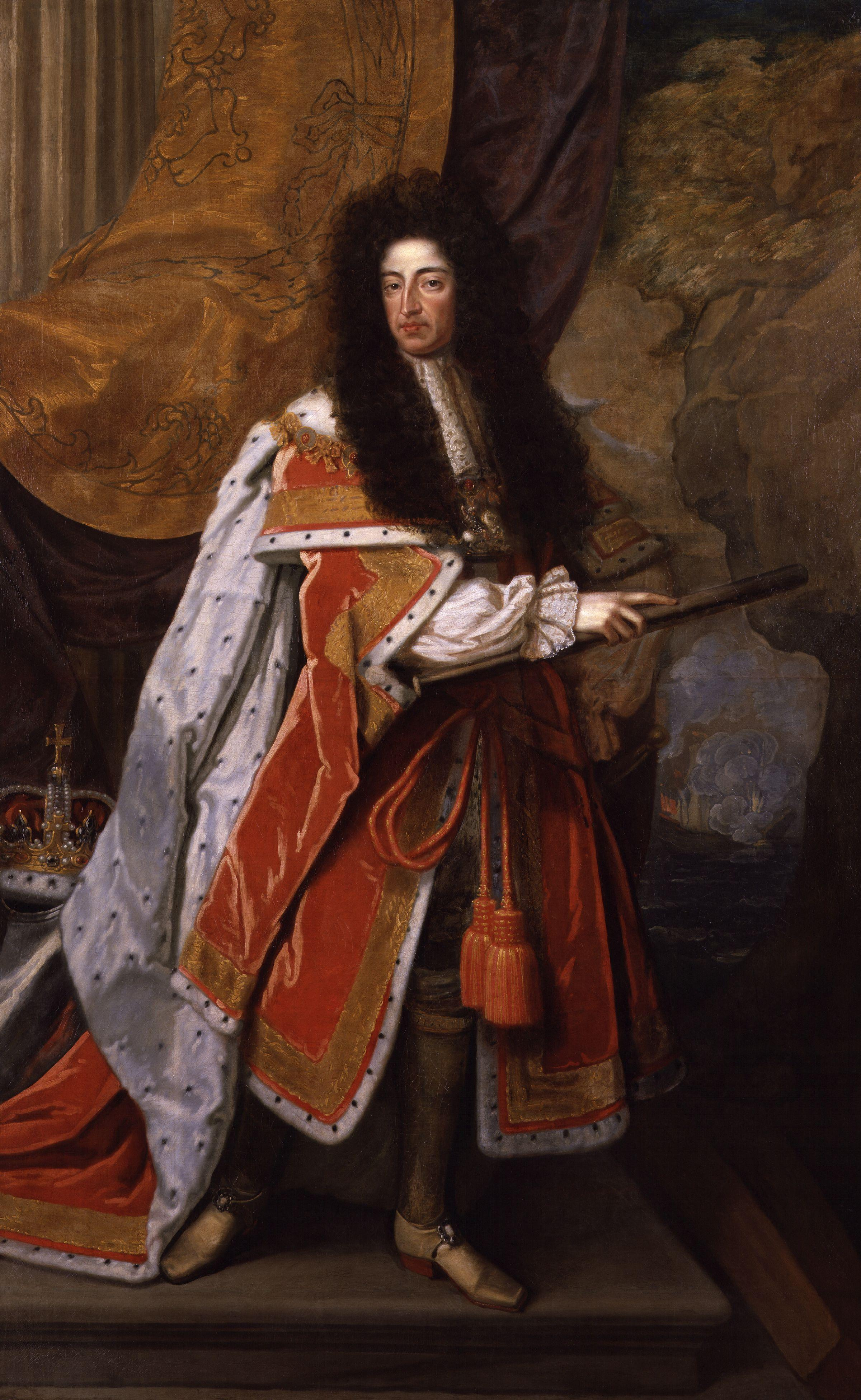
Guillaume III d'Orange-Nassau, roi d'Angleterre et d'Irlande et roi d'Écosse.

- Je maintiendrai est, avec les mêmes origines, également la devise de la ville d'Orange, d'où provient le nom de la principauté d'Orange et de la Maison d'Orange-Nassau, qui donna la monarchie néerlandaise et la famille grand-ducale luxembourgeoise.
- Elle est reprise sous les Armoiries de la monarchie anglaise qui se trouvent dans l'ancien réfectoire de l'École de la Royal Navy à Londres, Guillaume III d'Orange-Nassau étant devenu, en 1689, roi d'Angleterre et d'Irlande sous le nom de Guillaume III et roi d'Écosse sous le nom de Guillaume II.